# Зарянко, Николай Константинович
Никола́й Константи́нович Заря́нко (?–1862) — русский живописец белорусского происхождения, портретист, брат С. К. Зарянко. Академик Императорской Академии художеств (с 1858; ассоциированный член — «назначенный» с 1856).

## Биография
Учился в Императорской Академии художеств (1851–1854). Получил малую серебряную медаль Академии художеств (1852) за портреты гг. Гамбурцева и Дмитриева, тогда же ему была объявлена и «похвала за успех в живописи». Был выпущен неклассным художником (1854). Через два года (1856), представил в Академию художеств портрет и прося признать его назначенным в академики, он в то же время возбуждал ходатайство, в виду своего отъезда по болезни в Крым, о разрешении ему писать на программу в академики портрет с какого-либо «известного Академии в Крыму жителя». Академия художеств, признав Зарянко «назначенным в академики» (1856), предоставила ему свободный выбор портрета на звание академика. Приехав в Симферополь, Зарянко поступил учителем рисования в местную гимназию, и 8 марта 1858 года Академия Художеств, получив при отношении директора Таврических училищ нарисованный с действительного статского советника Брадке портрет, признала Зарянко академиком. Но болезнь прогрессировала, Зарянко должен был оставить место учителя, лёг в больницу и в июле 1861 года представил в Академию художеств прошение о пособии. В этом прошении несчастный художник жалуется, что, выйдя из больницы, он не имеет средств даже нанять квартиру. Академия художеств постановила ходатайствовать перед президентом Академии о выдаче пособия. Но дни талантливого, подававшего большие надежды портретиста, были сочтены, и он умер в 1862 году.
Мало прожили и два брата Зарянко, тоже художники: Василий Константинович, ученик Московского училища живописи и ваяния, умерший 7 октября 1860 года, через два года после того, как получил от Академии художеств звание неклассного художника за портрет-картину «Девочка, читающая книгу», и Иосиф Константинович, архитектор, удостоенный (1843) звания классного художника за проект губернского дома и тоже умерший в молодости.
Основные произведения: 
- Портреты: Гамбурцева, Дмитриева (1852), «Портрет действительного статского советника фон Брадке» (1858) и др.
- Автор «Записок о рисовании» (кон. 1850-х, не изданы) и, возможно, рукописи «Всего понемногу» (1859–1860, не издана).